# Hotel Lippischer Hof
Das Hotel Lippischer Hof ist ein unter Denkmalschutz stehendes Hotel in Detmold.

## Geschichte und Beschreibung
Das Gebäude wurde 1724 als Kavaliershaus am Anfang der planmäßig angelegten Neustadt erbaut. Das ursprünglich zweigeschossige, verputzte Barockgebäude wurde 1866 im spätklassizistischen Stil umgestaltet, aufgestockt und um Anbauten erweitert. Eine Balusterterrasse sowie ein Balusterbalkon über dem Portal wurden hinzugefügt.
1976 bis 1980 erfolgte eine umfassende Renovierung, dabei wurde der Anbau zur Allee abgerissen. Vom ursprünglichen Bau sind der barocke Portalbogen mit Inschrift sowie ein Torbogen aus Werkstein erhalten, beide sind mit 1724 bezeichnet.
Seit 1986 steht das Gebäude unter Denkmalschutz.